# Elecciones generales de Guyana de 2006
Elecciones generales se celebraron en Guyana el 28 de agosto de 2006. El resultado fue una victoria del gobernante Partido Progresista del Pueblo (PPP), que ganó 36 de los 65 escaños en la Asamblea Nacional.

## Campaña
El presidente en ejercicio, Bharrat Jagdeo (del Partido Progresista del Pueblo), lideraba las encuestas y se esperaba que mantuviera su mayoría en la Asamblea Nacional. La cuestión racial dominó la campaña, pues el PPP apoyó asuntos concernientes a la población india del país, y el Congreso Nacional del Pueblo (PNC) asuntos concernientes a la población africana del país. Los temas de campaña incluyeron cuestiones como el lento crecimiento económico, las tensiones raciales y las relaciones con las naciones caribeñas.
El día de la elección fue declarado fiesta nacional y fuerzas militares patrullaron en las calles para prevenir la violencia que había elecciones anteriores.
El PPP obtuvo la mayoría absoluta de votos y escaños, y el presidente Jagdeo resultó reelegido.

## Resultados
| Partido                                                              | Votos   | %    | Escaños            | Escaños             | Escaños | Escaños |
| Partido                                                              | Votos   | %    | Distrito electoral | Escaños adicionales | Total   | +/–     |
| -------------------------------------------------------------------- | ------- | ---- | ------------------ | ------------------- | ------- | ------- |
| Partido Progresista del Pueblo                                       | 183,867 | 54.6 | 15                 | 21                  | 36      | +2      |
| Congreso Nacional del Pueblo                                         | 114,608 | 34.0 | 9                  | 13                  | 22      | –6      |
| Alianza para el Cambio                                               | 28,366  | 8.4  | 1                  | 4                   | 5       | Nuevo   |
| Partido de Acción de Guyana–Levantar, Organizar y Reconstruir Guyana | 4,249   | 1.2  | 0                  | 1                   | 1       | –2      |
| La Fuerza Unida                                                      | 2,864   | 0.8  | 0                  | 1                   | 1       | 0       |
| Partido Justicia Para Todos                                          | 2,571   | 0.8  | 0                  | 0                   | 0       | 0       |
| Votos nulos/en blanco                                                | 5,051   | –    | –                  | –                   | –       | –       |
| Total                                                                | 338,839 | 100  | 25                 | 40                  | 65      | 0       |
| Votantes registrados/participación                                   | 492,369 | 68.8 | –                  | –                   | –       | –       |
| Fuentes: Adam Carr, IPU                                              |         |      |                    |                     |         |         |